# Yuki Shimoda
Yuki Shimoda est un acteur américain né le 10 août 1921 à Sacramento (Californie), décédé le 21 mai 1981 à Los Angeles (Californie).

## Filmographie
- 1958 : Auntie Mame : Ito
- 1959 : Career
- 1960 : Johnny Midnight (série TV) : Aki
- 1961 : Traquées par les Japs (Seven Women from Hell) de Robert D. Webb : Dr. Matsumo
- 1961 : A Majority of One : Mr. Asano's secretary
- 1962 : La Guerre en dentelles (The Horizontal Lieutenant) de Richard Thorpe : Kobayashi
- 1965 : Les Tueurs de San Francisco (Once a Thief) : John Ling, Chinese Funeral Director
- 1971 : The Impatient Heart (TV)
- 1973 : Girls Are for Loving : Ambassador Hahn
- 1974 : Judge Dee and the Monastery Murders (TV) : Pure Faith
- 1976 : Farewell to Manzanar (TV) : Ko Wakatsuki
- 1976 : La Bataille de Midway (Midway) : Officer aboard carrier Hiryu
- 1977 : MacArthur, le général rebelle (MacArthur) : Prime Minister
- 1978 : And the Soul Shall Dance (TV) : Oka
- 1978 : L'Affaire Peter Reilly (A Death in Canaan) (TV) : Dr. Samura
- 1978 : The Immigrants (TV) : Feng Wo
- 1980 : Le Dernier Vol de l'arche de Noé (The Last Flight of Noah's Ark) : Hiro
- 1980 : La Fureur du juste (The Octagon) : Katsumo - Seikura's Aide
- 1981 : A Town Like Alice (feuilleton TV) : Sergeant Mifune